# Wet (Lied)
Wet ist ein Song des US-amerikanischen Rappers Snoop Dogg. Er wurde am 13. Dezember 2010 als Leadsingle seines Albums Doggumentary ausgekoppelt und war ursprünglich für Prinz Williams Junggesellenparty vor seiner Hochzeit mit Catherine Middleton gedacht.
In den deutschen Single-Charts MediaControl/GfK ist der Kalifornier vor allem mit Duetten bzw. Kollaborationen erfolgreich. Bei allen fünf Songs, die er bislang in der Top Ten unterbrachte, waren stets Kollegen mit an Bord. Die höchste Chartposition einer solchen Zusammenarbeit erzielte der David-Guetta-Remix seines Titels Wet unter dem Namen Sweat, der für Vier Wochen Platz 2 erreichte.

## Inhalt und Komposition
Der Song Wet ist voller sexueller Anspielungen und Umschreibungen. Snoop Dogg beschreibt sich darin selbst als anbetungswürdiger Playboy, der seine Gespielin garantiert feucht werden lässt.
Der Songtext zum Electro-House-Remix von David Guetta, Sweat, ist weitgehend identisch. Einige Wörter und Umschreibungen sind zensiert.
Der Guetta-Remix interpoliert "Don't You Want Me" von Felix.

## Musikvideo
Das Video zu Wet wurde im Januar 2011 veröffentlicht und zeigt Snoop Dogg und einige Bikini-Models in der „Wet-Suite“ im Whirlpool. Während sich diese räkeln telefoniert er mit Prinz Harry und wurde von diesem auf Prinz Williams Junggesellenparty eingeladen. Snoop Dogg lässt sich zusammen mit den Models in einer Stretch-Limousine zur Party fahren. Später sieht man ein Model mit Snoop Dogg in einer Wüste und zwei halbnackte Männer mit Prinz Harry. Schließlich verblasst das Video und die Worte „to be continued“ („Fortsetzung folgt“) sind zu lesen.

## Sweat-Remix mit David Guetta
Sweat wurde am 3. März 2011 als Remix des französischen House-DJs David Guetta veröffentlicht. Der Remix war weltweit erfolgreich und konnte in Österreich Platz 1 erreichen. Er wurde auf David Guettas Album Nothing but the Beat und als Bonustrack Doggumentarys veröffentlicht und enthält ein Sample des Tracks Don’t You Want Me von Felix.

### Chartplatzierungen
| ChartsChartplatzierungen     | Höchstplatzierung | Wochen |
| ---------------------------- | ----------------- | ------ |
| Deutschland (GfK)            | 2 (46 Wo.)        | 46     |
| Frankreich (SNEP)            | 1 (32 Wo.)        | 32     |
| Österreich (Ö3)              | 1 (36 Wo.)        | 36     |
| Schweiz (IFPI)               | 2 (41 Wo.)        | 41     |
| Vereinigtes Königreich (OCC) | 4 (31 Wo.)        | 31     |

| ChartsJahrescharts (2011)    | Platzierung |
| ---------------------------- | ----------- |
| Deutschland (GfK)            | 7           |
| Frankreich (SNEP)            | 19          |
| Österreich (Ö3)              | 3           |
| Schweiz (IFPI)               | 11          |
| Vereinigtes Königreich (OCC) | 19          |

| ChartsJahrescharts (2010–2019) | Platzierung |
| ------------------------------ | ----------- |
| Österreich (Ö3)                | 75          |

### Auszeichnungen für Musikverkäufe
| Land/Region                  | Auszeichnungen für Musikverkäufe (Land/Region, Auszeichnung, Verkäufe) | Verkäufe  |
| ---------------------------- | ---------------------------------------------------------------------- | --------- |
| Australien (ARIA)            | 4× Platin                                                              | 280.000   |
| Belgien (BRMA)               | Gold                                                                   | 15.000    |
| Brasilien (PMB)              | Gold                                                                   | 30.000    |
| Dänemark (IFPI)              | Gold                                                                   | 15.000    |
| Deutschland (BVMI)           | 3× Gold                                                                | 450.000   |
| Frankreich (SNEP)            | —                                                                      | 157.000   |
| Italien (FIMI)               | Platin                                                                 | 30.000    |
| Neuseeland (RMNZ)            | Platin                                                                 | 15.000    |
| Österreich (IFPI)            | 2× Platin                                                              | 60.000    |
| Schweden (IFPI)              | Platin                                                                 | 40.000    |
| Schweiz (IFPI)               | Platin                                                                 | 30.000    |
| Vereinigtes Königreich (BPI) | Platin                                                                 | 600.000   |
| Insgesamt                    | 4× Gold · 12× Platin ·                                                 | 1.722.000 |

Hauptartikel: Snoop Dogg/Auszeichnungen für Musikverkäufe

### Auszeichnungen für Musikstreaming
| Land/Region     | Auszeichnungen für Musikverkäufe (Land/Region, Auszeichnung, Verkäufe) | Verkäufe |
| --------------- | ---------------------------------------------------------------------- | -------- |
| Dänemark (IFPI) | Gold                                                                   | 50.000   |
| Insgesamt       | 1× Gold ·                                                              | 50.000   |

Hauptartikel: Snoop Dogg/Auszeichnungen für Musikverkäufe